# Pinikro
Pinikro ou Pindikro est une localité rurale au centre de la Côte d'Ivoire dans le Distriict de la Vallée du Bandama, appartenant à la région de Gbêke. Ladite localité est administrativement rattachée au département de Botro. 